# 第4號交響曲 (布拉姆斯)
E小調第4號交響曲，布拉姆斯第98號作品，也是他所創作的最後一首交響曲。布拉姆斯在完成第3號交響曲的一年後開始譜寫此曲，他在1884年、1885年的暑期創作，彼時布拉姆斯居於米爾茨楚施拉格:4。
2016年，《BBC音樂雜誌》對151位指挥家做訪談統計，布拉姆斯第4號交響曲獲得第六位的評價。

## 背景

### 創作歷程
這首交響曲有來自很多的取材，其中最顯著的部份是貝多芬的作品。此首交響的靈感可能是來自布拉姆斯當時正在閱讀的古希臘劇作家索福克勒斯的悲劇作品。之後，布拉姆斯更將本曲稱為「上演於人生各幕悲劇之間」的間奏曲。

### 首演
此首作品於1885年10月25日在邁寧根由布拉姆斯親自指揮首演。大指揮家冯·畢羅打大鼓，理查德·施特劳斯則擔任三角鐵。首演時出乎布拉姆斯與友人們的意料之外，每演奏完一個樂章，就引起長久的鼓掌，第三樂章甚至當場重演一次；全曲結束後，應當時邁寧根公爵的要求，又重新演奏第一樂章與第三樂章。
1886年在維也納的首次演出，由汉斯·里希特指揮。
1897年3月7日，布拉姆斯在維也納愛樂樂團的樂季音樂會當中，現場聆聽了本曲的演出。他在4月3日逝世。

## 分析
此交響曲包含四個樂章，第一樂章是布拉姆斯創作裡面最為熱烈及戲劇性。據指出，第一樂章開端的旋律似乎受到貝多芬（漢馬克拉維）和莫扎特（G小調交響曲）等的影響。第二樂章是有著安魂曲的氣氛，採用了弗里吉亞調式。第三樂章C大調，
拍子，奏鳴曲式，是最後完成的樂章，樂器配置採用了三角鈴。這個樂章是他所有交響曲當中，唯一具有詼諧曲性質的樂章:5。終章是其中少有取自帕薩卡利亞舞曲的例子，帕薩卡利亞舞曲與夏康舞曲類似，但和聲有更多變化。在樂章重複的主題部份，布拉姆斯採用巴赫清唱劇第150號的第7曲夏康舞曲，作為此樂章的終結。此外中段由長笛演奏的慢速主題，則是取材自罗伯特·舒曼。

### 配器
本曲採用下列的配器形式︰
| 木管樂器 - 長笛：2（其一兼任短笛） - 雙簧管：2 - 單簧管：2 - 低音管：2 - 倍低音管 | 銅管樂器 - 圓號：4 - 小號：2 - 長號：3 | - 定音鼓 - 敲擊樂器︰三角鈴（僅第三樂章） | - 弦樂器 |

依照工具書《管弦樂作品手冊》指示，上述之配器可簡記為"*2 2 2 *3—4 2 3 0—tmp+1—str"。

### 結構
第一樂章
不太快的快板 Allegro non troppo （E小調，
拍子，奏鳴曲式）
第二樂章
中庸的行板 Andante moderato （E大調，
拍子，沒有展開部的奏鳴曲式）
第三樂章
詼諧的快板 Allegro giocoso （C大調，
拍子，奏鳴曲式）
第四樂章
有力而熱情的快板 Allegro energico e passionato （E小調，
拍子，變奏曲式）
一般的演奏時間約為40分鐘。

## 商業錄音
- 欧根·约胡姆指揮柏林愛樂樂團，DG 449 715，立體聲錄音，1954年
- 费利克斯·魏因加特纳指揮倫敦交響樂團、倫敦愛樂樂團，EMI 7 64256 2，數位重製，1992年

## 其他
- 布拉姆斯為第4號交響曲寫作了雙鋼琴演奏版本，並在1886年5月出版。這個版本是根據管弦樂總譜進行改寫，而非常見的先有鋼琴版本，再進行配器的做法[10]。值得一提的是這個雙鋼琴版本的第一次私人演出，是由布拉姆斯本人和伊格納斯·布魯爾（英语：Ignaz Brüll）共同演奏，但布拉姆斯的長期支持者爱德华·汉斯力克並不欣賞這次的演出[3]。
- 20世紀評論者、作家克勞德·羅斯坦德（Claude Rostand）將本曲譬喻為「秋季交響曲」（symphonie d'automne）[註 1]，他的看法也被一些音樂會和錄音所引用[11][12][13]，不過須注意這個說法並不具有學術上的權威性，也沒有作曲家本人的意圖，而更多是羅斯坦德個人的主張。

## 外部連結
- 凱利‧漢森的勃拉姆斯聆樂指南 （页面存档备份，存于）
- 布拉姆斯第4號交響曲：国际乐谱典藏计划上的乐谱